# Homburg
Homburg – miasto powiatowe w Niemczech, w kraju związkowym Saara, siedziba powiatu Saarpfalz. W 2010 liczyło 43 808 mieszkańców.
W mieście rozwinął się przemysł metalowy, gumowy, maszynowy oraz spożywczy.

## Współpraca
Miejscowości partnerskie:
- Ilmenau, Turyngia
- La Baule-Escoublac, Francja

## Sport
- FC Homburg – klub piłkarski.